# La hora oscura
[[Categoría:Cuadros de {{{3}}}]]
La hora oscura, es un cuadro del estilo indigenista, realizada en óleo sobre lienzo. pintado por el artista plástico ecuatoriano Eduardo Kingman en 1946. Fue una denuncia del autor al maltrato recibido por los indígenas de la sierra ecuatoriana en las haciendas, donde los patrones castigaban físicamente al ser humano.

## Descripción
En la pintura se muestra a un indígena varón con las manos atadas, desnudo y con muestras en su espalda de haber recibido azotes, alrededor del hombre hay máscaras.